# King's Quest VII: The Princeless Bride
King's Quest VII: The Princeless Bride (En español La búsqueda del rey VII: La novia sin príncipe) es la séptima entrega de la saga de aventuras gráficas King's Quest, creada por Roberta Williams y escrita por esta y Lorelei Shannon, y publicada en 1994. Fue la primera entrega que salió exclusivamente en CD-ROM, en una versión doble para DOS y Windows 3.x. Posteriormente sólo aparecería una versión para Mac, siendo el primer título de la saga que no tendría versión para ningún modelo de Apple II, además de ser el primero desde King's Quest V en no tener versión para Amiga.

## Argumento
Valanice y Rosella conversan junto a un estanque en Daventry. Valanice le dice a su hija que ya se acerca el momento de que Rosella se case, pero esta no quiere saber nada de ello, pues quiere recorrer mundo. Rosella entonces ve una criatura, como un caballito de mar con alas, que sale del estanque y vuelve a entrar en él. Al mirar a través del agua, cree ver la imagen de un castillo en el fondo, y sin pensárselo dos veces se lanza al agua. Valanice oye el chapoteo y la sigue. Las dos se ven atrapadas en el interior de un vórtice. Cuando Valanice está a punto de llegar hasta Rosella, un brazo de gnomo aparece y arrastra a Rosella, separándola de Valanice.
Valanice aparecerá en medio de un desierto, sin tener ni idea de dónde está su hija. Será su tarea intentar encontrarla como sea, aunque en el camino se verá inmersa en la trama de intentar rescatar al reino de Eldrich, donde han aparecido ambas. Deberá llegar hasta el reino celestial de Eteria, contactar con los reyes del mismo, Oberon y Titania, y detener el volcán que amenaza con destruir todo el reino de Eldrich.
Rosella, por su parte, aparecerá en el reino subterráneo de los gnomos, y al cruzar el vórtice se transforma accidentalmente en gnomo. Otar, Rey de los Gnomos, que es quien ha arrastrado a Rosella, le dice que pronto ella se convertirá en su esposa. Rosella debe evitar el matrimonio y con la ayuda de Mathilde, el aya del Rey Gnomo, escapar, no sólo de la boda, sino de la perversa bruja Malicia, que tiene un plan con el rey y el reino de Eldritch y no desea distracciones de ninguna clase.
Tras elaborar Mathilde una poción para devolver a Rosella su forma humana, no tardan en descubrir que el Otar que está en el reino de los gnomos es un impostor colocado por Malicia, que parece haberle echado un hechizo para controlar su mente, y que el verdadero Rey Otar está prisionero en la superficie. Al final, cuando Rosella rescata a Otar y llega hasta el impostor, logra deshacer el hechizo de transformación, para descubrir que el Otar falso no es otro que Edgard, de King's Quest IV, descubriéndose entonces la trama que relaciona a las brujas Malicia y Lolotte, y cómo Malicia secuestró a Edgard siendo un bebé, lo transformó en una horrible criatura y se lo entregó a Lolotte para que lo alejara de Eteria.
Cuando Rosella rescató a Edgard y Genesta, esta reveló su verdadera forma, y después de mandar a Rosella de vuelta a Daventry, envió a Edgard a Eteria. Cuando los reyes celebraban su regreso, Edgard volvió a desaparecer en los jardines. Había sido secuestrado por Malicia, quien había hechizado su mente y transformado en el doble de Otar para que cumpliera sus órdenes. Malicia sufre el hechizo del extraño dispositivo que Otar le pidió que cogiera porque era el único objeto que podía derrotarla, y así Edgard y Rosella se reencuentran, y acaban casándose y viviendo en Eldritch.

## Relaciones con el resto de la saga
Como ya se ha visto, King's Quest VII está íntimamente relacionado con King's Quest IV, aunque esta relación sólo se ve en el desenlace de ambos títulos, y tiene a Edgard como punto de unión entre ambos títulos.

## Sistema técnico
Para esta última entrega bidimensional de la saga, se utilizó una nueva y mejorada versión del parser SCI, llamado SCI2, que sólo utilizara Roberta para este título y Phantasmagoria. Este nuevo parser permitía el doble de resolución y calidad gráfica que sus predecesores, y ello permitió crear unos gráficos de estilo de animación Disney. En España, fue el primer título de la saga en el que las voces se doblaron al castellano, siendo este uno de los primeros ejemplos de doblaje a castellano de un videojuego en España.
El control se simplifica al extremo, y a diferencia de anteriores partes, donde hay varias acciones que se pueden elegir con el ratón, aquí sólo tenemos un único puntero con forma de varita que brillará cuando lo pasemos por algún lugar de la pantalla donde se pueda hacer algo, aparte de poder seleccionar un objeto para utilizarlo de alguna forma. En el inventario, al seleccionar un objeto y pasarlo al cursor Mirar, obtendremos una imagen 3D del mismo que podremos girar para intentar buscar algo en ella que podamos coger o usar. Este sistema fue criticado pues simplificaba demasiado el juego.
Al comienzo de la aventura, aparece un video introductorio en el que Rosella interpreta una canción, "A Land Beyond Dreams". La voz en esta canción la introduce una veterana en bandas sonoras de King's Quest, Debbie Seibert, que ya interpretara canciones en King's Quest V y King's Quest VI. La aventura tiene dos posibles finales, uno dramático en el que Edgard es asesinado por Malicia, y otro feliz en el que Rosella y Edgard se casan. Cada uno de ellos tiene su propio vídeo de cierre.
Como curiosidad, este es el único de los ocho títulos de la saga King's Quest en el que no se hace ninguna referencia al Rey Graham, ni en imagen ni en boca de otros personajes. Sin embargo, en los títulos de crédito, aparece erróneamente Josh Mandel como actor de voz del Rey Graham, lo cual parece indicar que el personaje estaba presente en alguna versión preliminar del juego y que después sus escenas fueron eliminadas.

## Recepción
Las reseñas originales han sido mixtas, ya que algunos consideraron que King's Quest VII sería una gran decepción, especialmente porque su predecesor fue un éxito pionero. A algunos críticos y fanáticos de la serie no les gustaba el uso de gráficos animados de estilo Disney.
Por otro lado, después del lanzamiento, PCZone elogió sus "impresionantes gráficos y excelente juego". Un crítico de Next Generation aprobó la transición de la serie de imágenes de fantasía idealizadas a gráficos de dibujos animados altamente detallados, y dijo que el juego mantuvo el estándar King's Quest para bandas sonoras sobresalientes. Concluyó, "aunque ciertamente no es el juego más desafiante disponible, puede ser uno de los más impresionantes en apariencia, y los fanáticos de la serie definitivamente deberían verificarlo". Una reseña en Computer Gaming World elogió la "animación de calidad del juego que enorgullecería a Disney". Adventure Gamers lo describió como "un juego de aventuras eminentemente jugable, si no revolucionario", y "una entrada sólida, si no estelar, en la colección King's Quest ".
Computer Gaming World nominó a King's Quest VII como su "Aventura del Año" en 1994, aunque perdió ante Relentless: Twinsen's Adventure . Los editores llamaron King's Quest VII "uno de los lanzamientos más encantadores del año", y concluyeron: "La animación con calidad de característica y el alboroto de los cuentos clásicos hacen que sea lo más cerca que podemos llegar a un cuento de hadas en la computadora ".